# Propoziție circumstanțială de loc
Propoziția circumstanțială de loc este cea care arată locul, spațiul de desfășurare a acțiunii din propoziția regentă, jucând rolul de complement circumstanțial de loc, la nivel de frază.

## Întrebări
- unde?
- de unde?
- până unde?
- încotro?
- "pe unde?"

## Elementele regente
- Verbe: Plec unde mi-ai spus.
- Locuțiuni verbale: Ai luat-o la fugă unde ai vazut cu ochii.
- O interjecție: Hai unde am stabilit.
- Un adverb: A rămas acolo unde știai.
- O locuțiune adverbială: Dejur imprejur oriîncotro priveai vedeai pădure.
- Adjectiv: Caietele așezate unde le-am lăsat nu le-am găsit.